# Отказ
Отка́з — один из основных терминов теории надёжности, означающий нарушение работоспособности объекта, при котором система или элемент перестает выполнять целиком или частично свои функции, иначе произойдёт сбой в работе устройства, системы, органа.

## Классификация и характеристики отказов
Основными признаками классификации отказов могут быть:
1. Тип отказа:
  - функциональный (выполнение основных функций объектом прекращается, например, поломка зубьев шестерни);
  - параметрический (некоторые параметры объекта изменяются в недопустимых пределах, например, потеря точности станка).
2. Природа отказа:
  - случайный, обусловленный непредусмотренными перегрузками, дефектами материала, ошибками персонала или сбоями системы управления и т. п.;
  - систематический, обусловленный закономерными и неизбежными явлениями, вызывающими постепенное накопление повреждений: усталость, износ, старение, коррозия и т. п.
3. Характер возникновения:
  - внезапный — отказ, характеризующийся быстрым (скачкообразным) изменением значений одного или нескольких параметров объекта, определяющих его качество;
  - постепенный — отказ, характеризующийся медленным (постепенным) изменением параметров объекта.
4. Причина возникновения:
  - конструкционный отказ, вызванный недостатками и неудачной конструкцией объекта;
  - производственный отказ, связанный с ошибками при изготовлении объекта по причине несовершенства или нарушения технологии;
  - эксплуатационный отказ, вызванный нарушением правил эксплуатации.
5. Характер устранения:
  - устойчивый отказ;
  - перемежающийся отказ (возникающий/исчезающий).
6. Последствия отказа:
  - лёгкий отказ (легкоустранимый);
  - средний отказ (не вызывающий отказы смежных узлов — вторичные отказы);
  - тяжёлый отказ (вызывающий вторичные отказы или приводящий к угрозе жизни и здоровью человека).
7. Дальнейшее использование объекта:
  - полные отказы, исключающие возможность работы объекта до их устранения;
  - частичные отказы, при которых объект может частично использоваться.
8. Легкость обнаружения:
  - очевидный (явный) отказ;
  - скрытый (неявный) отказ — не обнаруживаемый визуально или штатными методами и средствами контроля и диагностирования, но выявляемый при проведении технического обслуживания или специальными методами диагностики
9. Время возникновения:
  - приработочные отказы, возникающие в начальный период эксплуатации;
  - отказы при нормальной эксплуатации;
  - износовые отказы, вызванные необратимыми процессами износа деталей, старения материалов и пр.

У объектов, функционирующих не постоянно во времени, отказы могут быть следующих видов:
- отказ срабатывания, заключающийся в невыполнении объектом требуемого срабатывания;
- ложное срабатывание, заключающееся в срабатывании при отсутствии требования;
- излишнее срабатывание, заключающееся в срабатывании при требовании срабатывания других элементов.

Наряду с отказом различают также повреждения. Несущественное повреждение не нарушает работоспособность (например, перегорела сигнальная лампа). Существенное же повреждение есть отказ.
По характеру исполнения и функционирования (в зависимости от ремонтопригодности) элементы (объекты) могут быть восстанавливаемые и невосстанавливаемые. Если при отказе объект либо не подлежит, либо не поддается восстановлению, то он является невосстанавливаемым. Невосстанавливаемые объекты работают только до первого отказа.

## Последствия отказа
Последствиями отказа могут являться:
- невыполнение заданных показателей производительности;
- внеплановый ремонт;
- досрочная замена узла;
- завышенный объём работ при плановом ремонте.